# Liste der Bischöfe von Gallipoli
Die folgenden Personen waren Bischöfe von Gallipoli (Apulien):
- Dominicus (551)
- Johannes I. (593)
- Sabinianus (599)
- Johannes II. (645–657)
- Melchisedech (787)
- Paulus I. (1081)
- Baldricus (1105)
- Theodosius (1158–1173)
- Pietro Galeta (1174–1177)
- Corrado (1179)
- Coconda? (1191–1198)
- ? (1271)
- Gregorius († 1325)
- Goffredus (1325–1327)
- Melisius (1329–1331)
- Paulus II. (1331)
- Petrus (1348)
- Domenico († 1379)
- Ugolino (1379–1383)
- Giovanni da Nerone (1383–1389)
- Guglielmo (1396)
- Daniele de Leodio (1401–1404)
- Bernardo Arcufice (1405)
- Guglielmo da Fonte (1412–1420)
- Angelo Corposanto (1421–1424)
- Donato (1424–1443)
- Antonio de Neotero (1443–1445)
- Pietro Teodoro (1445–1451)
- Antonio de Giovannetto (1451–1452)
- Ludovico Spinelli (1458)
- Giovanni (1480)
- Alfonso Spinelli († 1493)
- Francesco Alfonso Spinelli (1493–1494)
- Alessio Zelodano (1494–1508)
- Enrico von Áragon (1508–1513)
- Francesco Remolino (1513–1518)
- Andrea della Valle (1518–1524)
- Geronimo Muñoz (1524–1529)
- Federico Petrucci (1529–1535)
- Pellegrino Cibo (1536–1575)
- Giovanni Francesco Cibo († 1575)
- Alfonso de Herrera, O.S.A. (1576–1585)
- Sebastiano Quintero Ortis (1586–1593)
- Vincenzo Capece (1598–1621)
- Consalvo de Rueda (1622–1650)
- Andrea Massa (1651–1654)
- Andrea Mart. de Azevedo (1654–1655)
- Sedisvakanz (1655–1659)
- Giovanni Montoja de Cardona (1659–1667)
- Antonio Geremia del Bufalo (1668–1677)
- Antonio Perez de la Lastra (1679–1700)
- Oronzo Filomarini (1700–1741)
- Antonio Maria Pescatori (1741–1747)
- Serafino Brancone (1747–1759)
- Ignazio Savastano (1759–1769)
- Agostino Gervasio (1770–1784)
- Sedisvakanz (1784–1792)
- Giovanni Giuseppe Danisi (1792–1820)
- Giuseppe Botticelli (1822–1828)
- Salvatore Lettieri (1828–1832)
- Francesco Antonio Visocchi (1832–1833)
- Giuseppe Mar. Giove (1834–1848)
- Leonardo Moccia (1848–1852)
- Antonio la Scala (1852–1858)
- Valerio Laspro (1860–1872)
- Aniceto Ferrante (1873–1879)
- Gesualdo Nicola Loschirico (1879–1880)
- Enrico Carfagnini, O.F.M. (1880–1898)
- Gaetano Müller (1898–1935)
- Nicola Margiotta (1935–1953)
- Biagio D’Agostino (1954–1956)
- Pasquale Quaremba (1958–1982)
- Aldo Garzia (1982–1986) (auch Bischof von Nardò)

Fortsetzung unter Liste der Bischöfe von Nardò